# ماهیچه‌های پشت
عضلات پشت تنه به دو گروه تقسیم می‌شوند:
1. عضلات خارجی(اکسترنسیک) (عضلات سطحی و میانی پشت)
2. عضلات داخلی(اینترنسیک) (عضلات عمقی پشت)

البته تقسیم بندی عضلات پشت در منابع مختلف، متفاوت است.

## عضلات خارجی(اکسترنسیک)
منشا: منشا جنینی غیر از پشت دارند.
عصب دهی: توسط شاخه‌های قدامی اعصاب نخاعی(بزرگ)
شامل دو لایه سطحی و لایه میانی هستند. 

## لایه سطحی عضلات خارجی پشت
لایه سطحی عضلات پشت، گروهی از عضلات خارجی پشت هستند که بلافاصله در عمق پوست درون فاسیای  سطحی (نیام) قرار گرفته‌اند و در حرکات اندام فوقانی دخالت می‌کنند. این عضلات عبارتند از: ماهیچهٔ ذوزنقه‌ای ، ماهیچهٔ پهن پشتی ، ماهیچهٔ بالابَرنده کتف ، ماهیچهٔ لوزی شکل بزرگ و ماهیچهٔ لوزی شکل کوچک.
چون عضلات سطحی پشت، ارتباط دهنده اسکلت axial(محوری) با قسمت فوقانی اسکلت appendicular(ضمیمه‌ای-ضمائم) هستند، به آن‌ها عضلات appendicular هم گفته می‌شود.
| نام عضله                        | مبدأ (origin)                                                                                       | انتها (insersion)                                                           | عملکرد (action) | عصب گیری |
| ------------------------------- | --------------------------------------------------------------------------------------------------- | --------------------------------------------------------------------------- | --- | -------- |
| trapezius(ذوزنقه‌ای)             | خط پس گردنی فوقانی-لیگامان پس گردنی-برجستگی پس سری خارجی-زوائد خاری مهره c7 تا T12                  | یک سوم خارجی ترقوه (Clavicle) ، زائدهٔ سرشانه ای(Acromion) و خارِ کتف (spine) | بالای ترپزیوس:بالا بردن اسکاپولا- پایین ترپزیوس:پایین بردن اسکاپولا- بالا و پایین ترپزیوس:چرخش اسکاپولا: بالا بردن بازو- وسط ترپزیوس:عقب و داخل بردن اسکاپولا: نزدیک شدن دو تا اسکاپولا به هم | نم       |
| lattisimus dorsi(پشتی بزرگ)     | خلف ستیغ تهیگاهی(Iliac crest) از لگن - زوائد خاری مهره‌های پشتی و کمری (T7 تا L5) و زاویه تحتانی کتف | کف ناودان اینترتوبرکولار هومروس (humerus intertubercular groove)            | اکستنشن-اداکشن و چرخش داخلی بازو | نم       |
| levator scapula(بالا برنده کتف) | زوائد عرضی مهره c1 تا c4                                                                            | لبهٔ داخلی(vertebral) کتف بالای زوائد خاری                                   | عضله متصل‌کننده ستون فقرات به گردن- بالا بردن کتف -کمک به اداکشن بازو -حائز اهمیت در افراد تبرزن                                                                                               | نم       |
| romboideus minor(لوزی کوچک)     | زوائد خاری مهره c7 و T1                                                                             | لبهٔ داخلی(vertebral) کتف در حد زوائد خاری                                   | عضله متصل‌کننده ستون فقرات به گردن- بالا بردن کتف -کمک به اداکشن بازو -حائز اهمیت در افراد تبرزن                                                                                               | نم       |
| romboideus major(لوزی بزرگ)     | زوائد خاری مهره T2 تا T5                                                                            | لبهٔ داخلی(vertebral) کتف پایین زوائد خاری                                   | عضله متصل‌کننده ستون فقرات به گردن- بالا بردن کتف-کمک به اداکشن بازو -حائز اهمیت در افراد تبرزن                                                                                                | نم       |

## لایه میانی عضلات خارجی پشت
لایه میانی عضلات پشت، گروهی از عضلات خارجی پشت هستند که بلافاصله در عمق لایه سطحی عضلات پشت و چسبیده به دنده‌ها قرار گرفته‌اند و در حرکات تنفسی و دنده ای دخالت می‌کنند. این عضلات عبارتند از :  ماهیچه دندانه ای پشتی فوقانی و  ماهیچه دندانه ای پشتی تحتانی .
چون عضلات میانی پشت، در حرکات تنفسی دخیل هستند، به آن‌ها عضلات تنفسی هم گفته می‌شود. (البته نقش فرعی دارند.)
| نام عضله                                                 | origin(مبدا)                                 | insersion(انتها)                | جهت فیبرها | عملکرد                         | عصب گیری |
| -------------------------------------------------------- | -------------------------------------------- | ------------------------------- | ---------- | ------------------------------ | -------- |
| serratus posterior superior(ماهیچه دندانه‌ای پسین بالایی) | زوائد خاری مهره C7 تا T3 و رباطهای فوق خاری  | کنار فوقانی دنده دوم تا پنجم    | نزولی      | بالا بردن دنده دوم تا پنجم     | نم       |
| serratus posterior inferior(ماهیچه دندانه‌ای پسین پایینی) | زوائد خاری مهره T11 تا l3 و رباطهای فوق خاری | کنار تحتانی دنده نهم تا دوازدهم | صعودی      | پایین بردن دنده نهم تا دوازدهم | نم       |

## عضلات داخلی (اینترنسیک)
عضلات اینترنسیک پشت (Intrinsic back) یا عضلات عمقی پشت (Deep muscles of the back)، عضلاتی هستند که در حفظ وضعیت (پوسچر) و حرکات مختلف ستون فقرات نقش دارند. گروهی از عضلات اینترنسیک که دارای فیبرهای کوتاهی هستند در نگهداری پوسچر فعالیت می‌کنند. بسیاری از عضلات اینترنسیک پشت در اکستانسیون (صاف کردن) ستون فقرات نقش دارند و برخی باعث لترال فلکشن (خم شدن جانبی) یا چرخش (روتاسیون) به طرفین می‌گردند.
عضلات اینترنسیک برخلاف عضلات اکسترنسیک که از طریق شاخه‌های جلویی اعصاب نخاعی عصب دهی می‌شوند، عصب دهی آن‌ها توسط شاخه‌های پشتی اعصاب نخاعی صورت می‌گیرد.
منشأ: منشا جنینی در ناحیه پشت دارند.
عصب دهی: توسط شاخه‌های خلفی اعصاب نخاعی(کوچک)
عضلات اینترنسیک پشت شامل سه لایه هستند که با توجه به سطحی بودن عبارتنداز:
- لایه سطحی (Superficial layer) عضلات اینترنسیک پشت شامل عضلات اسپلنیوس کپیتیس و اسپلنیوس سرویسیس
- لایه میانی (Intermediate layer) عضلات اینترنسیک پشت
- لایه عمقی (Deep layer) عضلات اینترنسیک پشت که گاهی عضلات ترنسورسواسپاینال (Transversospinal muscles) نیز خوانده می‌شوند.

## لایه سطحی عضلات داخلی
عضلات اسپاینوترانسورس(spinotransvers) یا عضلات اسپلنیوس(splenius)، دو عضله از عضلات لایه سطحی عضلات داخلی پشت در ناحیه گردن هستند. هر دو عضله اسپلنیوس از زوائد خاری مهره‌ها شروع شده و به صورت هفتی شکل به بالا و خارج، ادامه پیدا می‌کنند.
| نام عضله                           | origin(مبدأ)             | insersion(انتها)                                   | قطر     | عملکرد                                   | عصب گیری                      |
| ---------------------------------- | ------------------------ | -------------------------------------------------- | ------- | ---------------------------------------- | ----------------------------- |
| splenius capitis (اسپلنیوس سری)    | زوائد خاری مهره T3 تا C7 | استخوان اکسیپیتال و زائده ماستوئید استخوان تمپورال | پهن‌تر   | اکستنشن گردن، چرخاندن و خم کردن جانبی سر | C3 و C4                       |
| splenius cervicis (اسپلنیوس گردنی) | زوائد خاری مهره T6 تا T3 | زوائد عرضی سه مهره اول گردن                        | باریک‌تر | عقب کشیدن سر و اکستنشن گردن              | شاخه‌های پشتی اعصاب نخاعی گردن |

## لایه میانی عضلات داخلی
لایه میانی عضلات داخلی شامل عضلات ارکتور اسپاین (Erector spinae muscles) یا عضلات راست‌کننده ستون مهره‌ای است که در سه ستون عمودی قرارگرفته‌اند:
- عضلات ایلیوکوستالیس (Iliocostalis muscles) در ستون خارجی (شامل سه گروه عضلات ایلیوکوستالیس لومباروم، ایلیوکوستالیس توراسیس و ایلیوکوستالیس سرویسیس است).
- عضلات لانژیسیموس (Longissimus muscles) در ستون میانی (شامل سه گروه عضلات لانژیسیموس کپیتیس، لانژیسیموس سرویسیس و لانژیسیموس توراسیس است).
- عضلات اسپاینالیس (Spinalis muscles) در ستون داخلی (شامل سه گروه عضلات اسپاینالیس کپیتیس، اسپاینالیس سرویسیس و اسپاینالیس توراسیس است).

## لایه عمقی عضلات داخلی پشت
لایه عمقی عضلات پشت نسبت به عضلات ارکتور اسپاین کوتاهتر بوده و هیچ‌کدام از آن‌ها بیشتر از شش قطعه مهره ای امتداد ندارند. این عضلات در حفظ پوسچر نقش داشته و همچنین به عضلات ارکتور اسپاین جهت حرکات ستون مهره ای کمک می‌کنند. این عضلات شامل گروه‌های عضلانی زیر می‌باشند:
- گروه ترانسورسواسپاینالیس(transversospinalis) شامل پنج زیرگروه‌ها زیر می‌باشد:
- عضلات سمی اسپاینالیس (Semispinalis muscles) (شامل سه گروه عضلات سمی اسپاینالیس کپیتیس، سمی اسپاینالیس سرویسیس و سمی اسپاینالیس توراسیس است).

- عضلات مولتی فیدوس(multifidus)

- عضلات روتاتور یا ماهیچه‌های چرخاننده‌ها (Rotatores muscles)

- عضلات اینتراسپاینال یا ماهیچه‌های بین خاری‌ها (Interspinales muscles)

- عضلات اینترترنسورسال یا ماهیچه‌های بین عرضی‌ها (Intertransversales muscles)

- گروه زیر پس سری(Suboccipital muscles) گروهی از عضلات گردن هستند که در ناحیه زیر استخوان پس‌سری قرار گرفته‌اند.